# 周所塔
周所塔，位于中国广东省韶关市始兴县城南镇周所圩周前村，为始兴县的一个县级文物保护单位，类型为古建筑，公布时间为1990年7月13日。
周所塔的历史年代为明代。